# Helge Haagen Olsen
Helge Haagen Olsen (født 1926) var en dansk atlet. Han var under største delen af karrieren medlem af Aarhus Fremad, men var i Københavns IF (1951-1952) og IFK Aalborg (1955). Han vandt et dobelt guld i trespring og længdespring ved det danske mesterskab 1954; derudover blev det under karrieren til ti DM-sølvmedaljer og tre DM-bronzemedaljer.

## Danske mesterskaber
- Sølv 1957 Trespring 13,85
- Bronze 1957 Længdespring 6,65
- Sølv 1956 Trespring 13,31
- Sølv 1955 Længdespring 6,56
- Bronze 1955 Kuglestød 12,49
- Sølv 1955 Tikamp 4979p
- Guld 1954 Længdespring 6,81
- Guld 1954 Trespring 13,84
- Bronze 1954 Tikamp 5144p
- Sølv 1952 Længdespring 6,86
- Sølv 1952 Trespring 13,98
- Sølv 1951 Trespring 14,43
- Sølv 1951 Tikamp 6067p
- Sølv 1947 Trespring 13,72
- Sølv 1946 Trespring 13,38

## Personlige rekorder
- Længdespring: 6,97 1952
- Trespring: 14,43 1951